# Oudwijk-Noord
Oudwijk-Noord is een villabuurt in Oudwijk, een buurt in Utrecht-Oost. Utrecht is de hoofdstad van de Nederlandse provincie Utrecht. 

## Over de wijk
De wijk is gelegen ten noordwesten van en aan het Wilhelminapark, rondom het Rosarium, en sluit via de Prinsesselaan aan op de Berekuil en Wittevrouwen. De wijk wordt begrensd door de Burgemeester Reigerstraat in het zuiden, de Maliebaan in het westen, het Wilhelminapark in het oosten en de Berenkuil in het noorden.
De wijk huisvest een zeer welvarende bevolking, met parkachtige laantjes, losstaande villa's en herenhuizen in een voor Utrecht-Oost zeer typerende bouwstijl. 's Avonds zijn enkele woning zelfs belicht met schijnwerpers. Architectonish en gevoelsmatig sluit de wijk zich als een verlengstuk aan op het tevens statige Wilhelminapark.

## Bezienswaardigheid
Architectonisch is de wijk zeer bijzonder, gelijkend de panden aan voornamelijk de noordelijke kant van de Biltstraat en gedeeltelijk de Nachtegaalstraat, echter uniek. Het Rosarium en de aansluiting op het Wilhelminapark zorgen voor een zeer mooie leef- en wandelomgeving.

## Openbaar vervoer
Buslijn 8 van U-OV (Lunetten - Wilhelminapark) rijdt via Oudwijk.